# USS Wisconsin (BB-64)
Pour les autres navires du même nom, voir USS Wisconsin.
L’USS Wisconsin (BB-64) (« Wisky ») est un cuirassé de classe Iowa de l'United States Navy qui participa à la Seconde Guerre mondiale sur le théâtre Pacifique.

## Historique

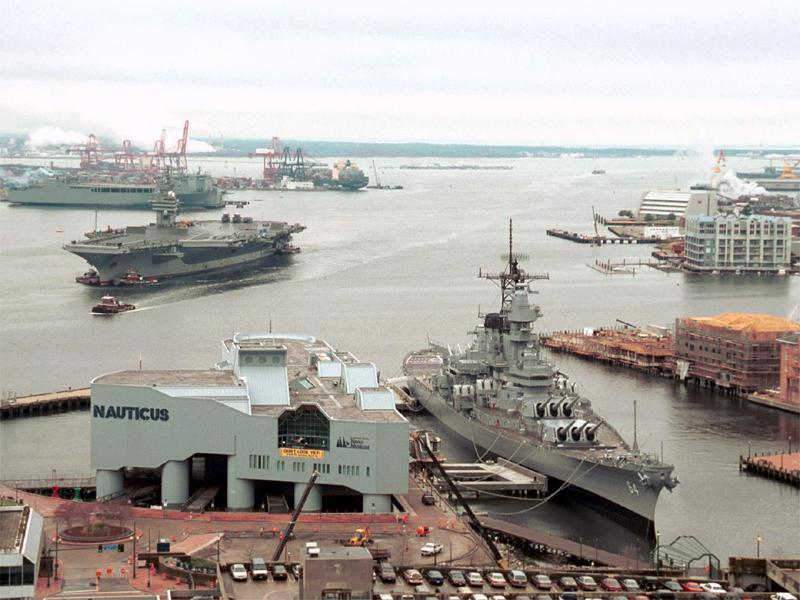
En mai 2006, le Wisconsin et l'Iowa ont été rayés du Naval Vessels Registar et placés en attente de donation pour être utilisés comme navires-musées.

Il fut frappé comme beaucoup d'autres navires de la Troisième flotte des États-Unis par le typhon Cobra et perdit ses trois hydravions en cette occasion.
Après la fin du conflit mondial, il participa à la guerre de Corée et, le 15 mars 1952, reçoit son premier coup direct de son histoire lorsqu'un des quatre obus tirés par une batterie de canons nord-coréenne de 152 mm frappe le bouclier d'un support d'un canon 40 mm à tribord faisant trois blessés. Le Wisconsin détruit ensuite la batterie avec une salve complète de 16 pouces avant de poursuivre sa mission.
Après avoir été réarmé et  modernisé en 1987 — dans le cadre du programme lancé sous la présidence Reagan de la marine de 600 navires — en 1987 au chantier naval Ingalls de Pascagoula (ajout de lanceurs de missiles AGM-84 Harpoon, BGM-109 Tomahawk et de quatre Phalanx CIWS), à l'opération Desert Storm (Tempête du désert) en 1991 lors de la guerre du Golfe. Il est retiré du service en septembre 1991.
En 1992, il est transformé en navire musée au Nauticus (Centre maritime national) à Norfolk en Virginie. Il est radié des listes du Naval Vessel Register le 17 mars 2006.

## Récompenses
Le Wisconsin s'est vu décerner de nombreuses distinctions au cours de ses années de service.
- World War II Victory Medal
- Navy Unit Commendation
- Combat Action Ribbon (avec 1 award star)
- National Defense Service Medal (avec 1 service star)
- Asiatic-Pacific Campaign Medal (avec 5 service stars)
- Philippine Liberation Medal (avec 2 service stars)
- Southwest Asia Service Medal (avec 2 service stars)
- American Campaign Medal
- Korean Service Medal (avec 1 service star)
- United Nations Korea Medal
- Kuwait Liberation Medal

### Liens externes

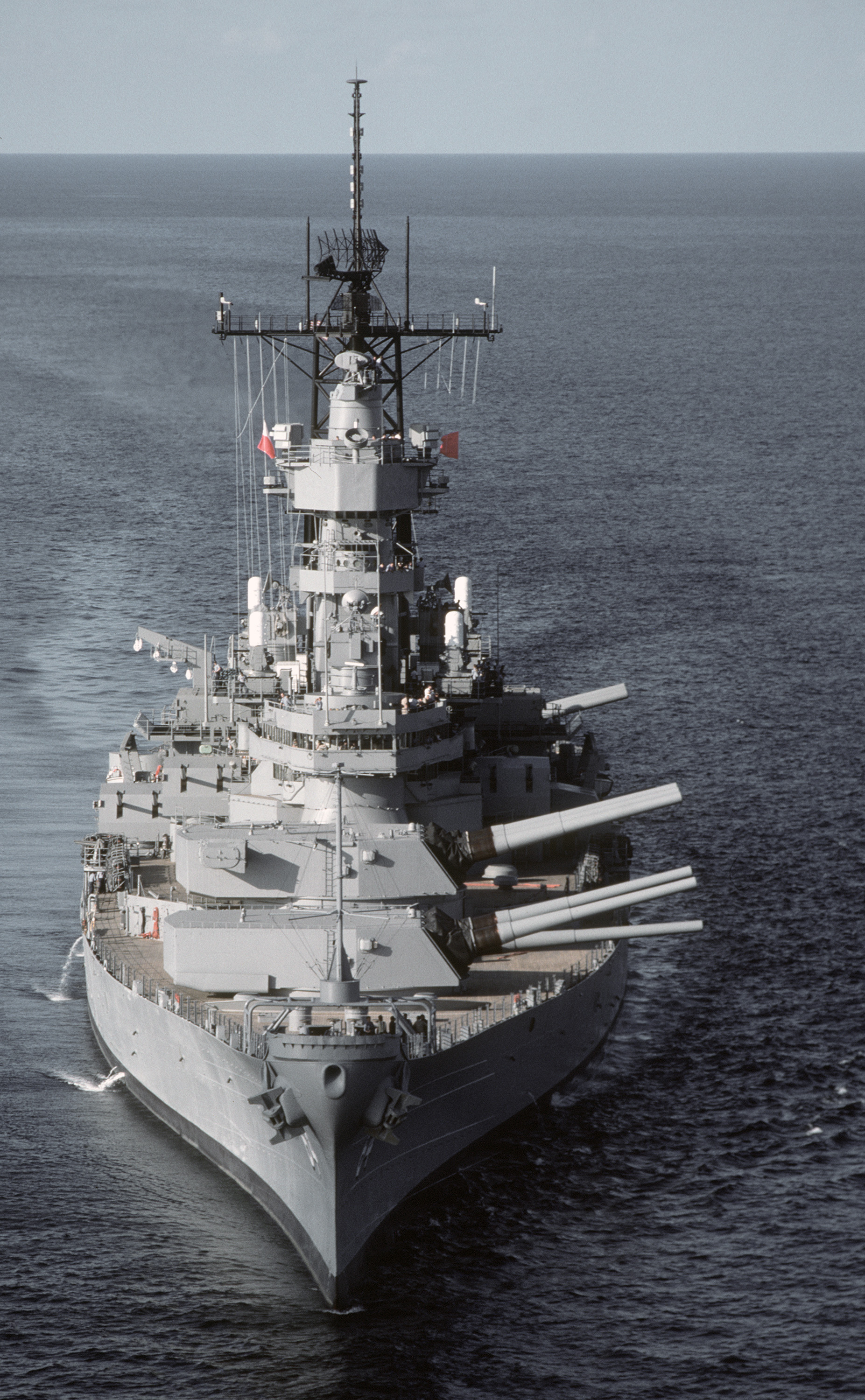
Le Wisconsin en 1988 après sa modernisation.